# 후굽타 왕조
후굽타 왕조는 서기 6세기에서 8세기 사이에 인도 동부의 마가다를 통치했던 왕조이다. 후굽타는 동부 말와 또는 마가다의 통치자로서 굽타 제국을 계승했지만, 두 왕조를 연결하는 증거는 없다. 이들은 서로 다른 가문으로 추정된다. "후굽타"는 통치자의 이름이 접미사 "-굽타"(아디트야세나의 아프사드 비문에 나오는 것처럼 후기 브라흐미 :)로 끝났기 때문에 붙여진 명칭으로, 그들이 자신들을 굽타 제국의 후계자로 묘사하기 위해 이러한 이름을 사용했을 수 있다.

## 역사
굽타 제국이 쇠퇴한 후 후굽타 왕조가 뒤를 이어 마가다의 통치자가 되었다. 왕조의 창시자인 크리슈나굽타의 딸은 마우카리 왕조의 아디트야바르만 왕자와 결혼했다고 전해진다. 아디트야세나의 아프사드 비문에 따르면 크리슈나굽타의 손자 지비타굽타는 히말라야 지역과 벵골 남서부에서 군사 원정을 수행했다.
지비타굽타의 아들 쿠마라굽타의 치세 동안 왕조는 마우카리 왕조와 경쟁을 벌였다. 쿠마라굽타는 554년에 마우카리 왕 이샤나바르만을 물리치고 프라야가에서 사망했다. 그의 아들 다모다라굽타는 마우카리에게 역전패를 당했다.
다모다라굽타의 아들 마하세나굽타는 푸시야부티 왕조와 동맹을 맺었다. 그의 여동생은 통치자 아디티야바르다나와 결혼했다. 그는 카마루파를 침공하고 수스티타바르만을 격파했다. 그러나 그는 이후 세 명의 침략자들, 즉 마우카리 왕 샤르바바르만, 카마루파 국왕 수프라티스티타바르만, 토번 첸포 송첸캄포와 맞닥뜨렸다. 그의 가신인 샤샨카도 그를 버렸다(그리고 나중에 독립된 가우다 왕국을 세웠다). 마우카리 왕 샤르바바르만은 다모다라굽타를 물리치고 575년경 마가다를 침공하여 우타르프라데시 전체의 통치자가 된 것으로 여겨진다. 이러한 상황에서 마하세나굽타는 강제로 마가다를 떠나 말와로 대피했다. 그 후, 푸시야부티 황제 하르샤는 마가다에서 후굽타 통치를 복원했고, 그들은 하르샤의 봉신으로서 마가다를 통치했다.
하르샤가 죽은 후 후굽타 통치자 아디트야세나는 북쪽의 갠지스강에서 남쪽의 초타나가르, 동쪽의 고마티강에서 서쪽의 벵골만까지 확장되는 대규모 왕국의 주권자가 되었다. 그러나, 그는 찰루키아에게 패배했다.
왕조의 마지막 통치자인 지비타굽타 2세는 서기 750년경 카나우지의 바르만 왕조의 야쇼바르만에 의해 패배한 것으로 보인다.

## 역대 군주
알려진 후굽타 통치자는 다음과 같다: 

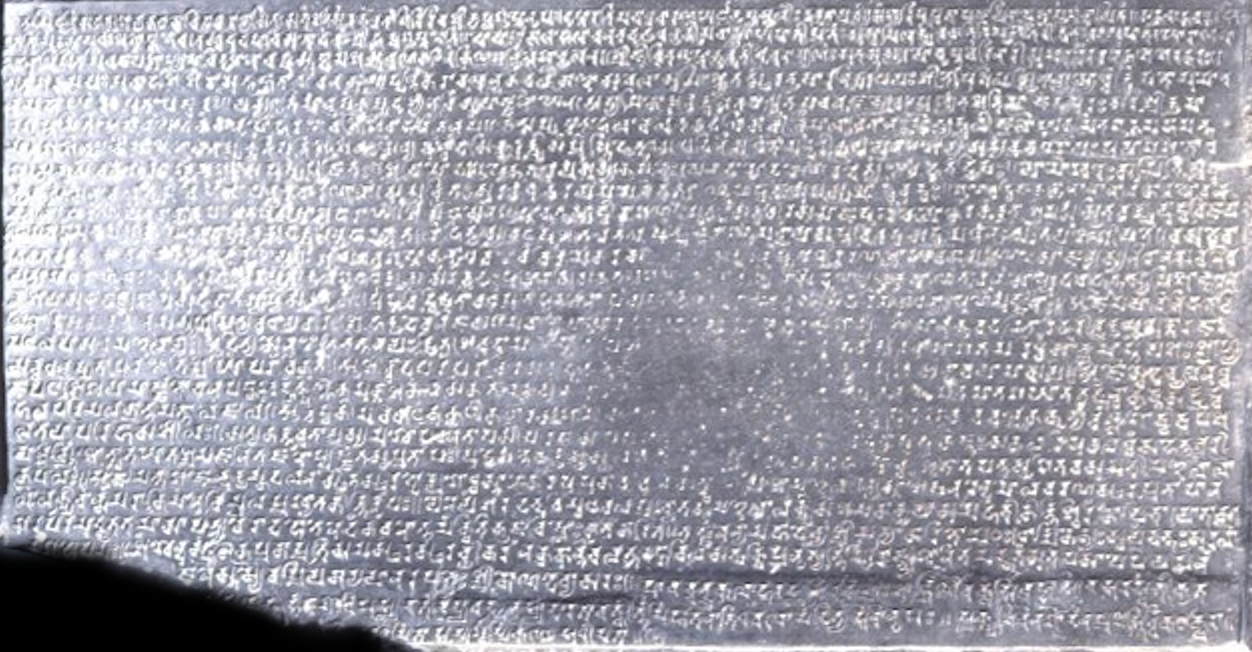
아디트야세나의 아프사드 비문 (r. c. 655 -680 CE)는 후기 굽타 왕조의 계보를 아디티야세나까지 확립한다.

- 니르파 스리 크리슈나굽타, r.  490c. -505 CE
- 데바 스리 하르샤굽타, r.  505c. -525 CE
- 스리 지비타굽타 1세, r.  525c. -550 CE
- 스리 쿠마라굽타, r.  550c. -560 CE
- 스리 다모다라굽타, r.  560c. -562 CE
- 스리 마하세나굽타, r.  562c. -601 CE
- 스리 마다바굽타, r.  601c. -655 CE (왕비: 슈리마티)
- 마하라자디라자 아디트야세나, r.  655c. -680 CE (왕비: 코나데비)
- 마하라자디라자 데바굽타, r.  680c. -700 CE (왕비: 카말라데비)
- 마하라자디라자 비슈누굽타 (왕비: 일자데비)
- 마하라자디라자 지비타굽타 2세

## 자야푸라의 굽타
11세기와 12세기에 라키사라이구 주변 지역을 통치했던 소왕국은 굽타라는 이름을 사용했으며 이후에 살아남은 후굽타 계통으로 연결되었다. 그들의 통치에 대한 증거는 1919년에 발견된 판초브(Panchob) 동판 비문에서 나온다.

## 참고 문헌
- Alain Daniélou (2003). 《A Brief History of India》. Inner Traditions / Bear & Co. 151쪽. ISBN 978-1-59477-794-3.
- Hans Bakker (2014). 《The World of the Skandapurāṇa》. BRILL. ISBN 978-90-04-27714-4.
- Karl J. Schmidt (2015). 《An Atlas and Survey of South Asian History》. Routledge. ISBN 9781317476818.
- Ronald M. Davidson (2012). 《Indian Esoteric Buddhism: A Social History of the Tantric Movement》. Columbia University Press. ISBN 9780231501026.
- Sailendra Nath Sen (1999). 《Ancient Indian History and Civilization》. New Age. ISBN 9788122411980.